# EPrix van Jakarta 2022
De ePrix van Jakarta 2022 werd gehouden op 4 juni 2022 op het Jakarta International ePrix Circuit. Dit was de negende race van het achtste Formule E-seizoen.
De race werd gewonnen door Jaguar-coureur Mitch Evans, die startend vanaf pole position zijn tweede zege van het seizoen behaalde. Jean-Éric Vergne werd voor Techeetah tweede, terwijl Venturi-coureur Edoardo Mortara als derde eindigde.

## Kwalificatie

### Groepsfase
De top vier uit iedere groep kwalificeerde zich voor de knockoutfase.
Groep A
| Pos | No | Coureur             | Team             | Tijd      |
| --- | -- | ------------------- | ---------------- | --------- |
| 1   | 5  | Stoffel Vandoorne   | Mercedes         | 1:08.829  |
| 2   | 25 | Jean-Éric Vergne    | Techeetah-DS     | 1:08.898  |
| 3   | 27 | Jake Dennis         | Andretti-BMW     | 1:08.988  |
| 4   | 23 | Sébastien Buemi     | e.dams-Nissan    | 1:09.098  |
| 5   | 36 | André Lotterer      | Porsche          | 1:09.101  |
| 6   | 11 | Lucas di Grassi     | Venturi-Mercedes | 1:09.118  |
| 7   | 37 | Nick Cassidy        | Envision-Audi    | 1:09.157  |
| 8   | 22 | Maximilian Günther  | e.dams-Nissan    | 1:09.266  |
| 9   | 7  | Sérgio Sette Câmara | Dragon-Penske    | 1:09.406  |
| 10  | 28 | Oliver Askew        | Andretti-BMW     | 1:09.524  |
| 11  | 4  | Robin Frijns        | Envision-Audi    | Geen tijd |

Groep B
| Pos | No | Coureur                | Team             | Tijd     |
| --- | -- | ---------------------- | ---------------- | -------- |
| 1   | 13 | António Félix da Costa | Techeetah-DS     | 1:08.715 |
| 2   | 48 | Edoardo Mortara        | Venturi-Mercedes | 1:08.716 |
| 3   | 94 | Pascal Wehrlein        | Porsche          | 1:08.974 |
| 4   | 9  | Mitch Evans            | Jaguar           | 1:09.045 |
| 5   | 17 | Nyck de Vries          | Mercedes         | 1:09.078 |
| 6   | 30 | Oliver Rowland         | Mahindra         | 1:09.134 |
| 7   | 10 | Sam Bird               | Jaguar           | 1:09.148 |
| 8   | 3  | Oliver Turvey          | NIO              | 1:09.413 |
| 9   | 33 | Dan Ticktum            | NIO              | 1:09.688 |
| 10  | 29 | Alexander Sims         | Mahindra         | 1:09.723 |
| 11  | 99 | Antonio Giovinazzi     | Dragon-Penske    | 1:18.034 |

### Knockoutfase
De combinatie letter/cijfer staat voor de groep waarin de betreffende coureur uitkwam en de positie die hij in deze groep behaalde.
|  | Kwartfinale            | Kwartfinale            |                  |          | Halve finale | Halve finale |  |  | Finale | Finale |
|  |                        |                        |                  |          |              |              |  |  |        |        |
|  |                        |                        |                  |          |              |              |  |  |        |        |
|  | B4-A1                  |                        |                  |          |              |              |  |  |        |        |
|  |                        |                        |                  |          |              |              |  |  |        |        |
|  | Mitch Evans            | 1:08.935               |                  |          |              |              |  |  |        |        |
|  | Mitch Evans            | 1:08.935               | K1-K2            |          |              |              |  |  |        |        |
|  | Stoffel Vandoorne      | 1:09.268               |                  |          |              |              |  |  |        |        |
|  | Stoffel Vandoorne      | 1:09.268               | Mitch Evans      | 1:08.658 |              |              |  |  |        |        |
|  | B3-A2                  |                        | Mitch Evans      | 1:08.658 |              |              |  |  |        |        |
|  |                        | Jean-Éric Vergne       | 1:08.358         |          |              |              |  |  |        |        |
|  | Pascal Wehrlein        | Jean-Éric Vergne       | 1:08.358         | 1:09.029 |              |              |  |  |        |        |
|  | Pascal Wehrlein        |                        | H1-H2            | 1:09.029 |              |              |  |  |        |        |
|  | Jean-Éric Vergne       | 1:08.917               |                  |          |              |              |  |  |        |        |
|  | Jean-Éric Vergne       | 1:08.917               | Jean-Éric Vergne | 1:08.523 |              |              |  |  |        |        |
|  | A3-B2                  |                        | Jean-Éric Vergne | 1:08.523 |              |              |  |  |        |        |
|  |                        | António Félix da Costa | 1:09.340         |          |              |              |  |  |        |        |
|  | Jake Dennis            | António Félix da Costa | 1:09.340         | 1:08.653 |              |              |  |  |        |        |
|  | Jake Dennis            | K3-K4                  |                  | 1:08.653 |              |              |  |  |        |        |
|  | Edoardo Mortara        | 1:08.419               |                  |          |              |              |  |  |        |        |
|  | Edoardo Mortara        | 1:08.419               | Edoardo Mortara  | 1:08.693 |              |              |  |  |        |        |
|  | A4-B1                  |                        | Edoardo Mortara  | 1:08.693 |              |              |  |  |        |        |
|  |                        | António Félix da Costa | 1:08.281         |          |              |              |  |  |        |        |
|  | Sébastien Buemi        | António Félix da Costa | 1:08.281         | 1:09.188 |              |              |  |  |        |        |
|  | Sébastien Buemi        |                        |                  | 1:09.188 |              |              |  |  |        |        |
|  | António Félix da Costa | 1:08.336               |                  |          |              |              |  |  |        |        |
|  | António Félix da Costa | 1:08.336               |                  |          |              |              |  |  |        |        |

### Startopstelling
| Pos | No | Coureur                | Team             |
| --- | -- | ---------------------- | ---------------- |
| 1   | 25 | Jean-Éric Vergne       | Techeetah-DS     |
| 2   | 13 | António Félix da Costa | Techeetah-DS     |
| 3   | 9  | Mitch Evans            | Jaguar           |
| 4   | 48 | Edoardo Mortara        | Venturi-Mercedes |
| 5   | 27 | Jake Dennis            | Andretti-BMW     |
| 6   | 23 | Sébastien Buemi        | e.dams-Nissan    |
| 7   | 5  | Stoffel Vandoorne      | Mercedes         |
| 8   | 36 | André Lotterer         | Porsche          |
| 9   | 17 | Nyck de Vries          | Mercedes         |
| 10  | 11 | Lucas di Grassi        | Venturi-Mercedes |
| 11  | 94 | Pascal Wehrlein        | Porsche          |
| 12  | 30 | Oliver Rowland         | Mahindra         |
| 13  | 37 | Nick Cassidy           | Envision-Audi    |
| 14  | 10 | Sam Bird               | Jaguar           |
| 15  | 22 | Maximilian Günther     | e.dams-Nissan    |
| 16  | 3  | Oliver Turvey          | NIO              |
| 17  | 7  | Sérgio Sette Câmara    | Dragon-Penske    |
| 18  | 33 | Dan Ticktum            | NIO              |
| 19  | 28 | Oliver Askew           | Andretti-BMW     |
| 20  | 29 | Alexander Sims         | Mahindra         |
| 21  | 4  | Robin Frijns           | Envision-Audi    |
| 22  | 99 | Antonio Giovinazzi     | Dragon-Penske    |

## Race
| Pos | No | Coureur                | Team             | Rondes | Tijd/Oorzaak uitval | Grid | Punten |
| --- | -- | ---------------------- | ---------------- | ------ | ------------------- | ---- | ------ |
| 1   | 9  | Mitch Evans            | Jaguar           | 40     | 48:28.424           | 3    | 26     |
| 2   | 25 | Jean-Éric Vergne       | Techeetah-DS     | 40     | +0.733              | 1    | 21     |
| 3   | 48 | Edoardo Mortara        | Venturi-Mercedes | 40     | +0.967              | 4    | 15     |
| 4   | 13 | António Félix da Costa | Techeetah-DS     | 40     | +3.350              | 2    | 12     |
| 5   | 5  | Stoffel Vandoorne      | Mercedes         | 40     | +4.038              | 7    | 10     |
| 6   | 27 | Jake Dennis            | Andretti-BMW     | 40     | +4.635              | 5    | 8      |
| 7   | 11 | Lucas di Grassi        | Venturi-Mercedes | 40     | +5.253              | 10   | 6      |
| 8   | 94 | Pascal Wehrlein        | Porsche          | 40     | +8.191              | 11   | 4      |
| 9   | 36 | André Lotterer         | Porsche          | 40     | +11.089             | 8    | 2      |
| 10  | 10 | Sam Bird               | Jaguar           | 40     | +13.348             | 14   | 1      |
| 11  | 23 | Sébastien Buemi        | e.dams-Nissan    | 40     | +14.766             | 6    |        |
| 12  | 3  | Oliver Turvey          | NIO              | 40     | +20.922             | 16   |        |
| 13  | 28 | Oliver Askew           | Andretti-BMW     | 40     | +23.020             | 19   |        |
| 14  | 22 | Maximilian Günther     | e.dams-Nissan    | 40     | +25.184             | 15   |        |
| 15  | 29 | Alexander Sims         | Mahindra         | 40     | +29.520             | 20   |        |
| 16  | 37 | Nick Cassidy           | Envision-Audi    | 40     | +29.873             | 13   |        |
| 17  | 4  | Robin Frijns           | Envision-Audi    | 40     | +30.854             | 21   |        |
| 18  | 33 | Dan Ticktum            | NIO              | 40     | +31.827             | 18   |        |
| 19  | 7  | Sérgio Sette Câmara    | Dragon-Penske    | 40     | +38.218             | 17   |        |
| DNF | 99 | Antonio Giovinazzi     | Dragon-Penske    | 35     | Energie             | 22   |        |
| DNF | 17 | Nyck de Vries          | Mercedes         | 29     | Lekke band          | 9    |        |
| DNF | 30 | Oliver Rowland         | Mahindra         | 1      | Wiel                | 12   |        |

## Tussenstanden wereldkampioenschap

### Coureurs
| Positie | No. | Rijder                 | Team             | Punten |
| ------- | --- | ---------------------- | ---------------- | ------ |
| 01      | 5   | Stoffel Vandoorne      | Mercedes         | 121    |
| 02      | 25  | Jean-Éric Vergne       | Techeetah-DS     | 116    |
| 03      | 48  | Edoardo Mortara        | Venturi-Mercedes | 114    |
| 04      | 9   | Mitch Evans            | Jaguar           | 109    |
| 05      | 4   | Robin Frijns           | Envision-Audi    | 81     |
| 06      | 17  | Nyck de Vries          | Mercedes         | 65     |
| 07      | 36  | André Lotterer         | Porsche          | 61     |
| 08      | 94  | Pascal Wehrlein        | Porsche          | 55     |
| 09      | 11  | Lucas di Grassi        | Venturi-Mercedes | 55     |
| 10      | 13  | António Félix da Costa | Techeetah-DS     | 54     |

### Constructeurs
| Positie | Team             | Punten |
| ------- | ---------------- | ------ |
| 01      | Mercedes         | 183    |
| 02      | Techeetah-DS     | 171    |
| 03      | Venturi-Mercedes | 169    |
| 04      | Jaguar           | 138    |
| 05      | Porsche          | 116    |
| 06      | Envision-Audi    | 97     |
| 07      | Andretti-BMW     | 38     |
| 08      | Mahindra         | 12     |
| 09      | e.dams-Nissan    | 12     |
| 10      | NIO              | 07     |